# پادفرهنگ دهه ۱۹۶۰

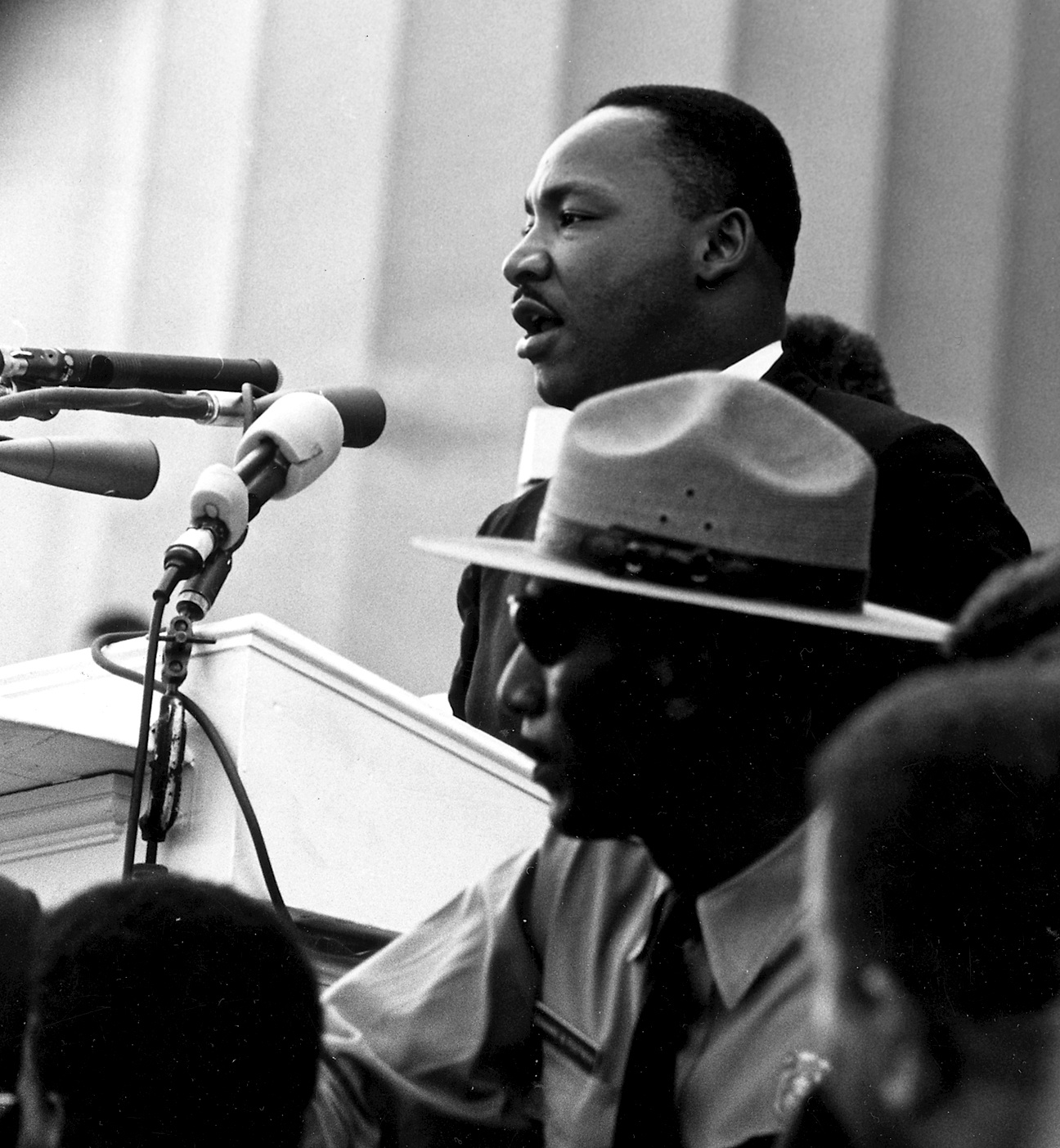
مارتین لوتر کینگ فعال مدنی آمریکایی در حال ایراد سخنرانی مشهور رؤیایی دارم در راهپیمایی به سوی واشینگتن برای کار و آزادی. کینگ تا زمان ترورش، شناخته‌شده‌ترین سخنگو و رهبر جنبش حقوق مدنی آمریکایی‌های آفریقایی‌تبار بود.

سان فرانسیسکو (حتماً میان موهایت گل بگذار) قطعه‌ای که احتمالاً موفق‌ترین سرود هیپی/پاپ تاریخ است، به‌عنوان سرود غیررسمی حرکت‌های ضدسیستم دههٔ ۶۰ میلادی مانند جنبش ضد جنگ ویتنام، هیپی‌گری و قدرت گل شناخته می‌شود.

پادفرهنگ دههٔ ۱۹۶۰ (انگلیسی: Counterculture of the 1960s) به پدیده فرهنگی ضدحاکمیتی گفته می‌شود که اواسط دهه ۱۹۶۰ در جهان غرب آغاز شد و تا اوایل دهه ۱۹۷۰ ادامه یافت. شهرهای لندن، نیویورک و سانفرانسیسکو در این جنبش محوریت داشتند. با پیشرفت قابل ملاحظهٔ جنبش حقوق مدنی آمریکایی‌های آفریقایی‌تبار (۶۸–۱۹۵۵)، جنبش پادفرهنگ در آمریکا شتاب بیشتری یافت و با تشدید جنگ ویتنام در همان سال، موج گرایش‌های ضد حاکمیتی وجهی انقلابی و تعیین‌کننده یافت.
با پیشرفت جنبش، تنش‌های اجتماعی گسترده‌ای در مورد مسائل دیگر شکل گرفت و به سمت تفاوت‌های نسلی در مورد احترام به فرد، تمایلات جنسی انسان، حقوق زنان، اقتدار سنتی، تفکیک نژادی، حقوق رنگین پوستان، تجربهٔ روانگردان‌ها و تعابیر متفاوت از رؤیای آمریکایی کشیده شد. بسیاری از جنبش‌های کلیدی مرتبط به این مسائل در دل جنبش پادفرهنگ ۱۹۶۰ متولد شدند.
جنبش پادفرهنگ منجر به ظهور اشکال فرهنگی جدید و خرده‌فرهنگ پویا شد که فردیت و تجربه را گرامی می‌داشتند و پذیرای سبک زندگی‌های نامتعارف از جمله هیپی و بوهمینیسم مدرن بودند. کاهش استفاده از کت و شلوار و مخصوصاً کلاه، عادی‌سازی موهای بلند باز برای زنان و مردان و رواج لباس‌های سنتی، دامن‌های کوتاه تا بالای زانو و شلوارهای جین از جمله تحولاتی بود که این جنبش در زمینهٔ مد ایجاد کرد.

## دوران پادفرهنگ
شکاف نسلی شاید هرگز بیشتر از دوران پادفرهنگ نبود. بخش بزرگی از شکاف نسلی در این دوران ناشی از تغییر و تحول مد و مدل مو بود که به آسانی توسط جوانان پذیرفته شد، اما غالباً توسط قدیمی‌ها تمسخر می‌شد. این تحولات شامل سبک موهای بسیار بلند برای مردان، مدل موی افرو برای سیاه‌پوستان، پوشیدن لباس‌های باز توسط زنان در ملاء عام بود. همچنین، لباس‌های غیررسمی کاربردی و راحت از جمله شلوارهای جین جایگزین کت و شلوار شدند.
در این دوران استفاده از ماری‌جوآنا عمدتاً توسط دانشجویان در محوطه‌های دانشگاهی به سرعت در حال گسترش بود. با طبقه‌بندی ماری‌جوانا به‌عنوان ماده مخدر و اعمال مجازات‌های کیفری شدید برای استفاده از آن، عمل کشیدن ماری‌جوانا و به‌طور کلی آزمایش مواد روانگردان جدید که به صورت آکادمیک دنبال می‌شد، به صورت زیرزمینی ادامه یافت.
رویارویی بین دانشجویان و سایر فعالان با مجریان قانون به یکی از ویژگی‌های بارز آن دوران تبدیل شد. بسیاری از جوانان بی‌اعتمادی عمیقی نسبت به پلیس پیدا کردند و عباراتی مانند «خوک» و «فوز» به عنوان القاب تحقیرآمیز پلیس دوباره ظاهر شد و به کلمات کلیدی در فرهنگ لغت جنبش پادفرهنگ تبدیل شد. بی‌اعتمادی به پلیس تنها به دلیل ترس از خشونت پلیس در جریان اعتراضات سیاسی نبود، بلکه بخشی از این بی‌اعتمادی ناشی از فساد عمومی پلیس (به ویژه انتشار شواهد نادرست) بود. در ایالات متحده، تنش بین عناصر پادفرهنگ و مجریان قانون در بسیاری از موارد به نقطه شکست رسید، از جمله: اعتراضات دانشگاه کلمبیا در سال ۱۹۶۸ در شهر نیویورک، اعتراضات کنوانسیون ملی دموکرات در سال ۱۹۶۸ در شیکاگو، دستگیری و زندانی شدن جان سینکلر در میشیگان و کشتار دانشگاه کنت در دانشگاه ایالتی کنت در اوهایو، جایی که گارد ملی به عنوان جانشین پلیس وارد عمل شد. تخلفات پلیس در این دوره در بریتانیا نیز یک موضوع مداوم بود.
هیپی‌گری از دیگر پدیده‌های برآمده از این جنبش بود. تجربه انواع روان‌گردان‌ها، داشتن موی بلند، جمع‌های قبیله مانند، شعار برای صلح، ستایش از دنیای عشق و آزادی، پرورش گل، موسیقی سبک اسید راک و راک و… از جمله فعالیت‌های این گروه بود که مورد توجه رسانه‌ها قرار گرفت. در جامعه برابری‌طلب آن‌ها اثری از سلسله مراتب سلطه، پدرسالاری، نژادپرستی، نیازهای کاذب، مصرف‌گرایی، بیگانگی و ادیان سازمان یافته وجود نداشت. سبک لباس و رفتار و ارزش‌های هیپی‌ها تأثیر زیادی بر فرهنگ جهان از طریق موسیقی، تلویزیون، فیلم، ادبیات و هنر گذاشت. از دهه ۱۹۶۰ به این‌سو نمودهایی گوناگونی از فرهنگ هیپی‌ها در فرهنگ عمومی برخی جوامع پذیرفته شده‌است. برای مثال تنوع مذهبی و فرهنگی که هیپی‌ها از آن حمایت می‌کردند، مقبولیت گسترده‌ای پیدا کرده‌است و گرایش به فلسفه خاور دور و مفاهیم روحانی نیز که مورد اقبال هیپی‌هاست مخاطبان زیادی در جامعه به‌طور کل یافته‌است. برگزاری جشنواره‌های موسیقی و آزادی‌های جنسی و استفاده از غذای سالم و بدون کود شیمیایی از دیگر جنبه‌های هیپی‌گری است که در جوامع غربی محبوبیت یافته‌است.
در دسترس بودن اشکال جدید و مؤثرتر پیشگیری از بارداری، زیربنای اصلی انقلاب جنسی در این دوره بود. مفهوم «رابطه جنسی تفریحی» بدون ترس از حاملگی ناخواسته، به زنان و مردان آزادی بیشتری در انتخاب سبک زندگی جنسی خارج از محدوده ازدواج سنتی داد. با این تغییر در نگرش، در دهه ۱۹۹۰ نسبت کودکان خارج از ازدواج از ۵٪ به ۲۵٪ برای سفیدپوستان و از ۲۵٪ به ۶۶٪ برای آمریکایی‌های آفریقایی‌تبار افزایش یافت.